# 日本プロレタリア文化連盟
日本プロレタリア文化連盟（にほんプロレタリアぶんかれんめい）は、1930年代のプロレタリア文化運動の組織である。略称はコップ（エスペラント: Federacio de Proletaj Kultur-Organizoj Japanaj、の頭文字をとったもの=KOPF）。

## 概要
1928年に結成された全日本無産者芸術連盟（ナップ）は、雑誌『戦旗』を中心にして、広くプロレタリア文化運動（文学、演劇、美術、映画など）を推進していた。その中で、運動をもっと強く、工場や農村にひろげていこうという方針が提起された。その中心にあったのが蔵原惟人で、かれは1931年に「プロレタリア芸術運動の組織問題」という論考を発表し、工場や農村の文化サークルに文化運動の基礎をおくことを提唱した。蔵原は、その際、すでにさまざまな分野にプロレタリア文化運動の組織がうまれつつあることを指摘し、そうした組織の連携のための新しい団体の結成を訴えた。その結果、1931年11月には、日本プロレタリア文化連盟が結成された。
文化連盟は、さまざまな文化団体の協議体という組織形態をとった。ナップ時代からの日本プロレタリア作家同盟、日本プロレタリア映画同盟、日本プロレタリア演劇同盟、日本プロレタリア美術家同盟、日本プロレタリア音楽家同盟、日本プロレタリア写真家同盟をはじめ、無産者産児制限同盟、日本プロレタリア・エスペランティスト同盟、日本戦闘的無神論者同盟、プロレタリア科学研究所、新興教育研究所がくわわり、11団体で構成された。小川信一が書記長に任ぜられた。文化連盟は、中央機関誌として『コップ』、理論機関誌として『プロレタリア文化』を発行した。また、加盟団体のそれぞれは、機関誌を発行した（作家同盟の『プロレタリア文学』など）。
しかし、1931年9月の〈満洲事変〉以来の軍国主義的な風潮の中で、文化連盟は弾圧を受け続け、機関誌も発禁が相次いだ。また、1932年3月から4月にかけて、文化運動そのものが治安維持法にふれるものとされる弾圧により、蔵原や中野重治、村山知義らは検挙され、小林多喜二や宮本顕治は公然と文章を発表することが困難になった（かれらは文化運動の紙誌にはさまざまな別名を使わざるを得なかった）。1933年2月の小林の虐殺、1933年12月の宮本の検挙は、文化運動全体にも波及し、『プロレタリア文化』は1933年12月号を最後に刊行を停止した。
1934年4月までに、加盟各団体は警視庁からの勧説を受けるなどして解散を決議。文化連盟の活動は停止した。